# Batalla de Westerplatte

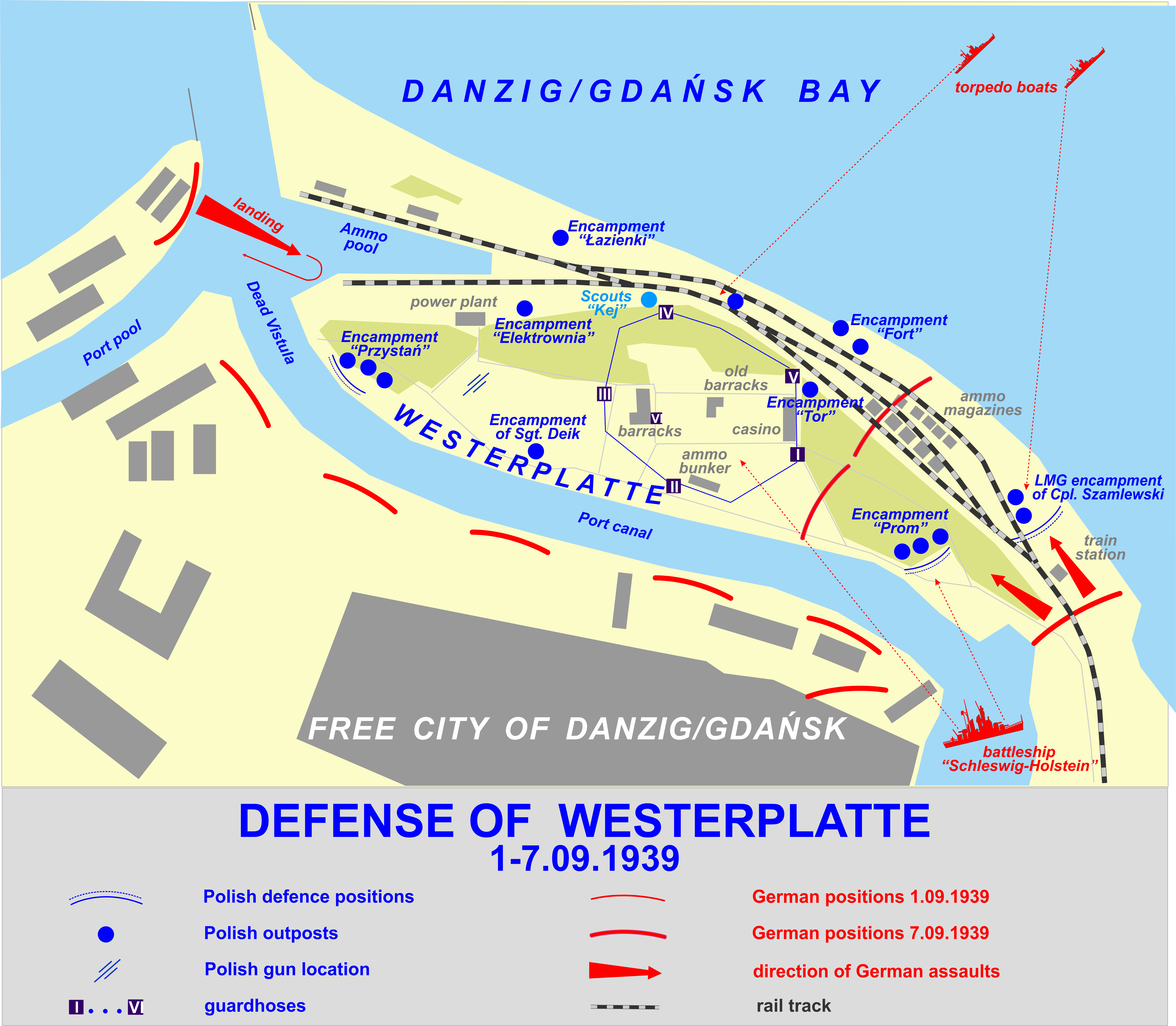
Mapa de la batalla.

La batalla de Westerplatte fue un ataque militar alemán ocurrido durante la Invasión de Polonia en 1939. Los combates se iniciaron 1 de septiembre en Westerplatte, cerca de la desembocadura del río Vístula en Polonia, y enfrentó a las tropas alemanas con las polacas en el contexto inicial de la Segunda Guerra Mundial. Después de una semana de resistencia polaca, los alemanes se hicieron con el control de la fortaleza y esto aseguró el control alemán de Gdansk.

## Situación previa
Westerplatte es una península en la bahía de Gdansk. Tras la independencia polaca después de la Gran Guerra, Polonia recuperó muchos territorios históricos que pasaron a formar parte de la Segunda República Polaca. Sin embargo, la ciudad de Danzig (actualmente Gdansk), una importante ciudad portuaria con mayoría de población alemana (85%), pasó a ser un Estado semiautónomo en virtud del tratado de Versalles, bajo el auspicio de la Sociedad de las Naciones. Aunque la Ciudad Libre de Danzig mantuvo su soberanía, Polonia se reservó ciertos derechos, entre ellos el libre uso del puerto, frente a una creciente oposición por parte de la ciudad.  
En 1921, la Sociedad de las Naciones permitió a Polonia instalar un depósito de municiones cerca de Gdansk, y establecer una guarnición armada. Pese a las quejas de la Ciudad Libre, Polonia logró su objetivo en 1925, eligiendo como enclave Westerplatte, una pequeña península separada de Danzig por un muro con alambradas y conectado con territorio polaco por vía férrea. La construcción del depósito finalizó en noviembre de 1925 y en enero de 1926 ya era plenamente operativo. La guarnición polaca estaba limitada a 88 hombres (2 oficiales, 20 suboficiales y el resto tropa) y tenían prohibido construir fortificaciones. 
El 6 de marzo, en lo que se pasó a conocerse como el incidente de Westernmost, el gobierno polaco envió un batallón de marines, reforzando de forma temporal el destacamento a unos 200 soldados. Este movimiento fue, principalmente, una manera de demostrar que Polonia estaba decidida a defender el enclave, en respuesta a comentarios de políticas y medios alemanas sobre la necesidad de reajustar las fronteras; a nivel local, también buscaban presionar al gobierno de Danzig, que estaba tratando de arrebatar el control de la policía portuaria, que compartía con Polonia. Las tropas polacas se retiraron el 16 de marzo, tras protestas de la Liga de Naciones, Danzig y Alemania. Sin embargo, otras fuentes afirman que el 14 de marzo la Liga autorizó a Polonia a reforzar la guarnición.  
Durante los años, el ejército polaco construyó fortificaciones de manera clandestina; sin embargo, estas no eran nada del otro mundo, y se limitaban a cinco pequeñas garitas de cemento ocultas en los bosques de la península y un cuartel preparado para labores defensivas, junto con una red de defensas como trincheras y barricadas. En primavera de 1939, ante el conflicto diplomático creciente con Alemania y la escalada de tensión a nivel europeo, la guarnición fue puesta en alerta.

## Preparativos

### Ejército polaco
En marzo de 1939, tras un ultimátum a Lituania, Alemania se anexionó la región costera de Klaipėda, por lo que la guarnición fue puesta en alerta. Ante el temor de un golpe de Estado Nazi en Danzig, Polonia decidió reforzar de manera secreta el enclave. Para ello, hizo salir civiles disfrazados de soldados polacos de la guarnición, entrando soldados de relevo.
Para agosto de 1939, la guarnición, al mando del Mayor Henryk Sucharski, contaba con 210 soldados, 20 civiles que fueron movilizados y 10 soldados del ejército regular que se encontraban en el enclave durante el ataque alemán. Además de contar con pistolas, granadas y unos 160 fusiles, la guarnición polaca disponía de cañones de 75mm, dos cañones antitanques Bofors de 37mm, cuatro morteros de 81mm y 40 ametralladoras. Se reforzaron las fortificaciones, construyendo nuevos refugios de cemento debajo de los barracones, trincheras y obstáculos de alambradas, además de limpiar el follaje de los bosques para evitar que fuera usado de cobertura.
La estrategia defensiva polaca, que preveía un asalto terrestre alemán, consistía en una línea defensiva organizada en tres sectores. La línea avanzada consistía en trincheras para aguantar el tiempo suficiente y permitir que el grueso de la guarnición fuese movilizado. La segunda línea contaba con seis puestos fortificados. La última línea de defensa se organizó en torno a los barracones, el cuartel y los almacenes. El plan defensivo consistía en resistir el asedio durante 12 horas, hasta la llegada de refuerzos desde territorio polaco. 

#### Ejército alemán y Policía de Danzig
Alemania estaba muy segura de su fuerza cuando preparó el golpe de mano que les permitiría tomar Westerplatte. Se puso al frente de la operación al capitán del SMS Schleswig-Holstein, Gustav Kleikamp, que contaba además con la colaboración del acorazado Schlesien y las torpederas de escolta T-192 y T-963. Esta pequeña flotilla había llegado a Danzig en visita de cortesía, como camuflaje de sus verdaderas intenciones. El general de la policía Friedrich Eberhardt mandaba el grueso de las tropas encargadas de asaltar la península, una fuerza de 1500 hombres de las SS Heimwehr Danzig que, en teoría, eran tropas de élite. Además se reforzó la dotación con 225 Marinestoßtruppkompanie (infantería de marina) al mando del Oberleutnant Wilhelm Henningsen y un pelotón de zapadores procedente de Dessau-Roßlau. Con los cálculos alemanes, suponiendo una guarnición de 88 soldados polacos pobremente armados y aislados, la fuerza alemana era abrumadoramente superior. La garantía de triunfo era tal que el Ministerio de Propaganda desplazó a un equipo de cine para que filmase la heroica victoria que debería ser la toma de Westerplatte.
Ni el general Eberhard ni el capitán Kleikamp tenían información sobre las defensas polacas. Los alemanes suponían que el bombardeo previo al desembarco minaría lo suficiente las defensas polacas para permitir la toma de Westerplatte por los marines. La policía de Danzig había asegurado al capitán Kleikamp que no tardará más de diez minutos en capturar Westerplatte. El General Eberhadt era un poco más cauto, estimando que serían necesarias unas cuantas horas para reducir a la guarnición polaca.

## Desarrollo de las operaciones

### Inicio de hostilidades

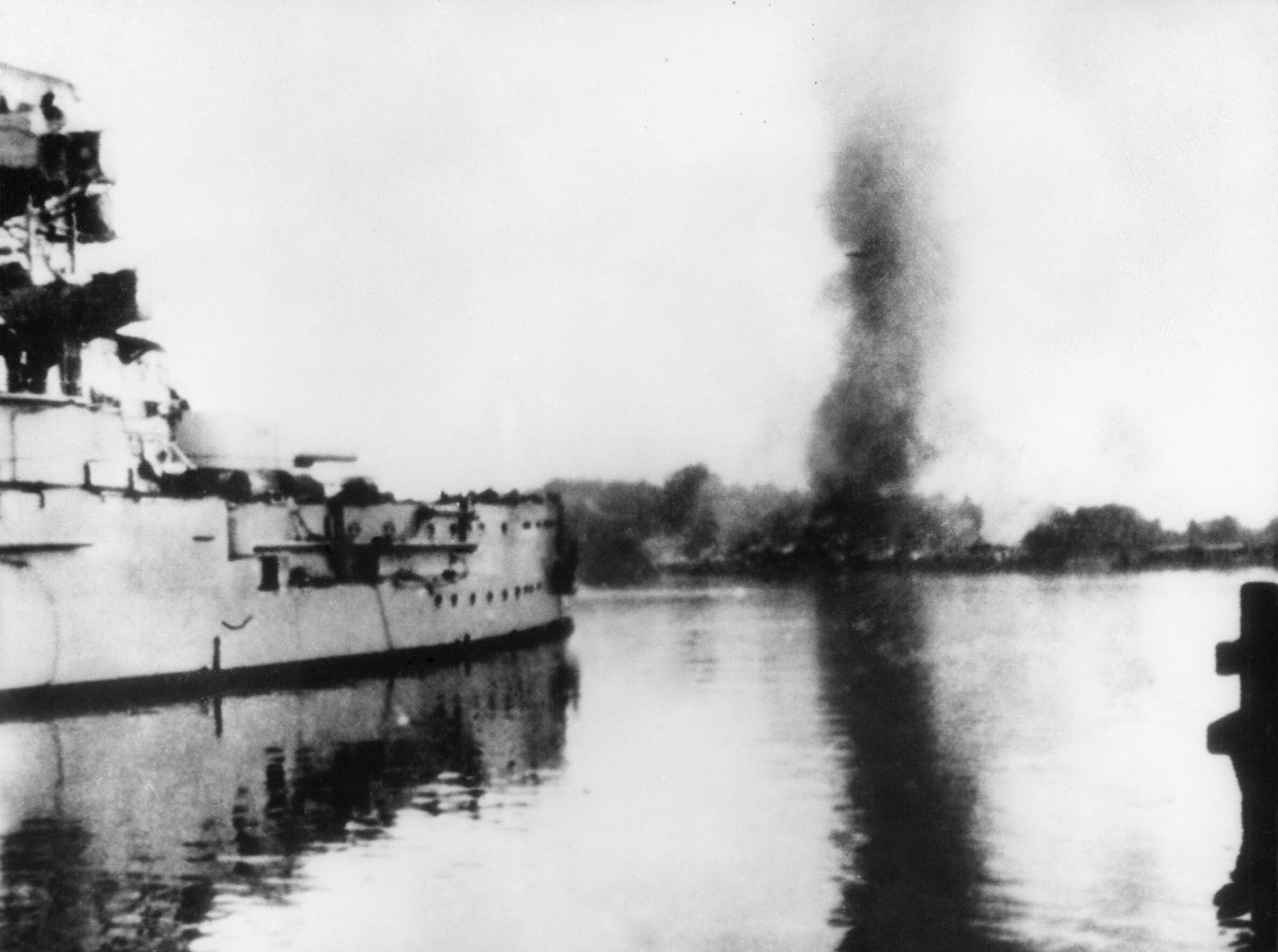
El SMS Schleswig-Holstein disparando sobre la guarnición polaca en Westerplatte.

El 26 de agosto, el capitán Kleikamp acercó el buque a Westerplatte. El mayor Sucharski, comandante de la guarnición, estableció la alerta máxima. Poco antes del desembarco, las órdenes fueron canceladas. Hitler había pospuesto el inicio de las hostilidades tras la firma del Tratado Defensivo Anglo-Polaco, firmado el día anterior.
A las 04:48 horas del 1 de septiembre, los cañones del SMS Schleswig-Holstein dispararon ocho granadas sobre el sector sudeste de la Westerplatte. Había comenzado la Segunda Guerra Mundial y el mayor Sucharski comunicaba: "S.O.S: Estoy bajo fuego enemigo". Los alemanes habían hecho tres agujeros en el muro perimetral y los almacenes de aceite eran pasto de las llamas. Un soldado polaco, el sargento Wojciech Najsarek, fue alcanzado por una ráfaga de ametralladora, convirtiéndose en el primer muerto de la batalla y posiblemente de la guerra. Los infantes de Marina de Henningsen atacaron en tres pelotones y sus zapadores lograron volar la puerta del ferrocarril del muro que bloqueaba el paso del istmo, con lo que todo marchaba según lo planeado. Después de cruzar el muro se enfrentaron a la dura realidad de la guerra, muy diferente de los adiestramientos de la Wehrmacht a que estaban acostumbrados aquellos infantes de tiempos de paz. La fuerte resistencia polaca puso a los alemanes en medio de un intenso fuego cruzado, peinando con su fuego un terreno que conocían mucho mejor que los invasores. Los supuestos 88 soldados de la guarnición resultaban demasiado feroces según lo previsto por los alemanes, tanto que pensaron que había francotiradores bien camuflados en las instalaciones polacas. Además, el alambre de púas impedía los movimientos rápidos y, si lograban perforar las barricadas, los morteros polacos, bien posicionados, los inmovilizaba una vez más. Gracias a la bien planificada defensa de Sucharski, el primer asalto fue detenido. Los polacos lograron lanzar un contraataque y, a cambio de pocas bajas, dejaron fuera de combate un nido de ametralladoras ubicado en el puesto de la policía de seguridad alemana (Schutzpolizei). Por orden de Sucharski, la batería defensora se centró en dejar fuera de combate los nidos de ametralladoras apostados en lo alto de los almacenes al otro lado del canal. Una vez llevada a cabo esa tarea, se volvió contra el Schleswig-Holstein, estando a punto de alcanzar su puente de mando antes de ser puesta fuera de combate por el fuego procedente del buque.

### Resistencia polaca
Eran las 06:22 y el primer asalto había fracasado. Los marines alemanes contactaron con el acorazado e informaron que se retiraban por el elevado número de bajas. Mientras, la policía de Danzig había tratado de hacerse con el control del puerto al otro lado de Westerplatte, también sin éxito. Los polacos habían logrado resistir la primera acometida con tan solo 8 bajas, la mayoría heridos, frente a unas 50 bajas alemanas. Es fácil imaginar la tensión a que debía estar sometido Kleikamp, quien debía sospechar que la caída de Westerplatte, aunque muy probable, se había vuelto impredecible. No sería un trabajo rápido.
Los errores alemanes, que a la larga se harían crónicos y terminarían por hacer que la Wehrmacht perdiese la guerra en su totalidad, fueron fundamentalmente dos: exceso de confianza y falta de información. Infravaloraron a la guarnición polaca, además de no prever que los 88 hombres habituales podrían haber sido reforzados frente a la amenaza manifiesta. Así había sucedido justo el día anterior al ataque del 1 de septiembre, cuando la cifra se elevó a 182 soldados, a los que se sumaron 27 civiles reservistas del ejército que fueron incorporados a filas al comenzar el ataque. Pero es que, además, los alemanes no tenían información fresca sobre las obras secretas que los polacos habían hecho en las instalaciones de Westerplatte. Esa carencia de inteligencia al respecto les hacía ignorantes de los refuerzos de hormigón en barracas y búnkeres que serían cruciales para la resistencia de los defensores.
Frente a la incredulidad de los mandos alemanes, Sucharski, el comandante polaco, no fue en absoluto temerario. En cuanto el Schleswig-Holstein y su flotilla “de buena voluntad” llegaron a Danzig la guarnición de Westerplatte se puso a trabajar intensamente en prepararse para un posible ataque. Los preparativos se hicieron de noche, para no alertar a los alemanes, que tenían buenos puestos de visión desde la ciudad hacia la península. Valorando a la perfección el riesgo que se cernía sobre ellos, se dedicaron a reforzar con hormigón el estrecho istmo que une Westerplatte con el continente, conscientes de que toda tropa que tratase de invadir la península debería controlar este paso. Prepararon la munición en sus trincheras y puestos de tiro bien escogidos, pusieron al día las barricadas y rodearon con alambre de púas todo el perímetro. Poco más podían hacer, pero resultó suficiente para frenar la prepotencia alemana.
Para el segundo intento Kleikamp quería asegurarse, de modo que decidió intensificar la violencia artillera hasta el extremo: el Schleswig-Holstein arrojó 90 proyectiles de artillería de 280 mm, 407 de 170 mm y 366 de 88 mm en lo que podría ser uno de los ataques artilleros más intensos concentrados en un blanco de menor superficie de toda la Guerra. Los infantes de Marina, reforzados por 60 efectivos del Heimwehr de la SS, lanzaron un nuevo ataque a las 08:55, liderado por Henningsen. Atravesaron con facilidad la muralla de perímetro, que la artillería naval había reducido a migas de hormigón. Pero nuevamente fueron detenidos en Westerplatte por minas, árboles caídos, alambre de púas y el preciso fuego cruzado de los defensores. Intentaron avanzar hasta el mediodía, pero la moral cayó drásticamente y se vieron forzados a retirarse, con Henningsen herido de muerte.
El primer día de combates, que los alemanes esperaban que les diese una flamante victoria simbólica, se saldaba con 82 bajas alemanas. Aunque Danzig empezaba a ser doblegada, Westerplatte seguía resistiendo.

### El anunciado desenlace
Tanto los defensores polacos como los atacantes alemanes sabían que Westerplatte caería. El problema para los alemanes era que la toma habría debido ser una exhibición de ataque relámpago y, en cambio, se había convertido en un incierto asedio contra una guarnición bien preparada. Un asedio donde defensores y atacantes se pertrechaban tras sus defensas y disparaban a la menor señal de movimiento del enemigo. Seguramente Hitler no estaría muy contento de las noticias que llegaban desde Danzig.
El día 2 de septiembre, segunda jornada del ataque, 60 aviones Ju 87 'Stuka' se unieron a la artillería alemana, reforzada con piezas de campaña de 210 mm. El general de la policía Friedrich Eberhardt había convencido a Fedor von Bock de que el ataque terrestre era inviable, por lo que se destinaron medios de la Luftwaffe. Juzgando los aparatos puestos al servicio de la toma de Westerplatte resulta evidente que urgía conquistar la península. Esta nueva muestra de furia artillera devastó Westerplatte, que carecía por completo de defensas antiaéreas: destruyó varios búnker y el puesto de mando de Sucharski, que quedó aturdido por una explosión, siendo relevado temporalmente por el capitán Franciszek Dabrowski. El único cañón de campaña de los polacos, una pieza de 75 mm, fue puesto fuera de combate tras atacar puestos alemanes en la ribera opuesta del Vístula, y los morteros polacos de 81 mm sólo pudieron disparar un centenar de veces antes de ser destruidos. Los defensores quedaban prácticamente a merced del tiempo. 
El 3 septiembre, domingo, el asedio se mantuvo sin variantes significativas. Los alemanes atacaban con artillería al menor movimiento polaco. Trataron de tomar dos puestos de guardia, pero nuevamente los polacos los rechazaron. El día 4 el bombardeo comenzó a las 12:30 y se mantuvo hasta las 21:45, como si fuera un castigo a los polacos por seguir resistiendo. Además, ese mismo día la torpedera T-196, apoyada por un viejo dragaminas, el Von der Gronen, atacó la península desde el lado del mar. La comida caliente se terminó en las barracas polacas, que sólo contaban a partir de entonces con enlatados y galletas. Además, los polacos abandonaron el puesto de campo de Wal, al norte de la península, lo que parecía invitar al ataque desde la costa. El día 5 se repitió el guion, iniciando el bombardeo a las 09:00 y terminando a las 10:45. A las 22:00, juzgando también las preocupantes noticias que llegaban del resto de Polonia, el mayor Sucharski estaba ya dispuesto a rendir Westerplatte. El puesto había sido diseñado para aguantar durante solamente doce horas, y ya llevaban 5 días de asedio constante, pero su adjunto, el komandor Franciszek Dąbrowski se opuso a la rendición. 
El día 6 las fuerzas de policía SS de Danzig abren fuego de mortero contra Westerplatte, que pide ayuda, aunque la situación de Polonia, prácticamente perdida, hace abandonar toda esperanza. A estas alturas la mayoría de los oficiales polacos están de acuerdo con Sucharski en rendir la plaza y poner fin a la agónica espera. A las 03:00, como medida de último recurso, los alemanes enviaron un tren en llamas por las vías, a través del istmo, con la intención de alcanzar la cisterna de aceite de Westerplatte y que el incendio obligase a los polacos a dejar el fuerte. Sin embargo, el maquinista desacopló la máquina demasiado pronto y el convoy inflamable no llegó a su objetivo. En cambio, al devastar el istmo por completo con llamas, dejó un campo de tiro perfecto para los defensores polacos, dificultado todavía más el asalto alemán. A pesar de ello, esa misma tarde hubo un segundo intento con un tren en llamas, que también falló.
El 7 de septiembre, a las 04:30, los alemanes abren nuevamente intenso fuego contra Westerplatte hasta las 07:00. Pese al uso de lanzallamas, los polacos fueron capaces una vez más de rechazar el ataque. A las 09:45 se mostró la bandera blanca y a las 11:00 Sucharski rindió Westerplatte, que había soportado una semana de asedio e intenso fuego de artillería sin doblegarse. Los soldados alemanes se cuadraron ante la guarnición polaca en señal de respeto por su hazaña que, sin embargo, no había servido para nada, pues la suerte de Polonia ya estaba prácticamente decantada.
Más de 3000 soldados alemanes (entre soldados y paramilitares de Danzig) tomaron parte en la operación, que se alargó durante una semana. Tuvieron 50 muertos (16 de la Kriegsmarine y 150 heridos. La guarnición polaca había perdido 15 soldados y tenía más de 40 heridos.

## Conclusiones

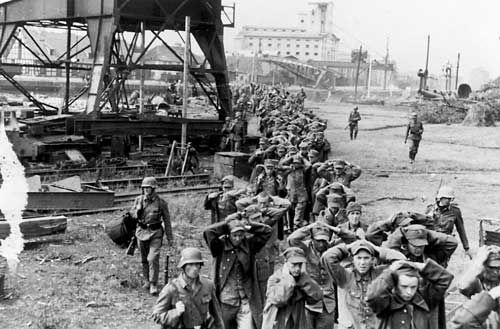
Soldados polacos hechos prisioneros tras la capitulación. Danzig, 7 de septiembre de 1939

Hay victorias amargas y derrotas dulces. Para los oficiales alemanes encargados de tomar Westerplatte seguramente la rendición final supuso un golpe importante. En una semana, mientras el resto de la Wehrmacht borraba un país como Polonia del mapa, ellos no habían sido capaces de asaltar una diminuta península arenosa pese a la masiva superioridad con que contaban. Hitler y Goebbels se quedaron sin las imágenes de una rápida conquista de Danzig para mostrar en los noticieros y enardecer a los seguidores del nazismo.
Sucharski y sus hombres salían con la cabeza alta, como héroes, pero para ellos también había mucha amargura. Por un lado, porque sabían que podrían haber resistido más. El ataque alemán del día 1 de septiembre les había pillado en pleno rearme de la península. Los polacos tenían previsto aumentar todavía más el contingente militar en Westerplatte puesto que, al finalizar la lucha, se contaron medio centenar de ametralladoras ligeras y pesadas, un número desproporcionado para el total de efectivos existentes durante la batalla. Además, se iban a un cautiverio incierto, pues las noticias hacían presagiar la caída de su país.
La Batalla de Westerplatte, simbólicamente, se puede ver como un resumen de toda la Segunda Guerra Mundial en cuanto al ejército alemán se refiere. Los mismos errores cometidos en esta pequeña península del Báltico serían los que, paso a paso, cavarían la tumba de la Wehrmacht. En primer lugar, una deficiente inteligencia, que no les permitió valorar las defensas del enemigo en su justa medida. En segundo lugar, un exceso de confianza, llevando a cabo un primer ataque más teatral que efectivo. En tercer lugar, la prisa de Hitler por obtener victorias rápidas que exhibir ante sus fanáticos y que alimentasen la voracidad de los oficiales. 
Los mandos alemanes podrían haber aprendido de esos errores, pero la victoriosa campaña polaca los embriagó de éxito, como también haría la invasión de Francia en 1940. Incluso podrían haber recogido de Westerplatte una última lección adicional: la violencia artillera, cuando se convierte en pura devastación del medio, no ayuda al atacante, sino que siembra el territorio de un caos informe que acaba por ser un obstáculo más para el invasor que para el defensor. La costumbre prusiana de ahogar en artillería al rival dificultó la toma de Westerplatte, como luego haría en muchas otras plazas y, sobre todo, sería un punto clave que impediría a la Wehrmacht tomar por completo Stalingrado, años después de la heroica resistencia polaca.

## Orden de batalla

### Alemania
Kriegsmarine
- SMS Schleswig-Holstein
- Torpederas: T-192 y T-963
- Dragaminas Von der Gronen

Eberhardt group:
- 3. Marine-Stoßtrupp-Kompanie (Compañías de infantería de marina de élite, posteriormente renombrada como  Marine-Artillerie-Abteilung 531) y un  batallón de zapadores de Dessau-Roßlau
- Un batallón de obuses independiente (Haubitzen-Abt.)
- Küstenschutz der Danziger Polizei (Una unidad de guardacostas de la Policía de Danzig) y un regimiento de Ordnungspolizei Landespolizei
- SS Heimwehr Danzig (milicia paramilitar de las SS, incluyendo de las SS Wachsturmbann Eimann (parte de la 3.ª Panzerdivision SS Totenkopf)
- Otras fuerzas

Luftwaffe:
- II & III Grupos del StG 2 Immelmann
- 4.º Escuadrón/ Grupo de Transporte 186

En total, entre 40 y 60 bombarederos Junkers Ju 87 Stuka y otros siete (Heinkel He 51 y Junkers Ju 52) participaron en el asedio de Westerplatte.
Las fuerzas alemanas contaban con varios blindados ligeros ADGZ, unas 65 piezas de artillería entre antiaéreos Flakvierling, antitanques PaK 36, obuses 10.5 cm leFH 18 y obuses pesados 21 cm Mörser 18, además de más de 100 ametralladoras, morteros y lanzallamas Flammenwerfer 35.

### Polonia
Al inicio del conflicto, la guarnición polaca contaba con 182 soldados y 27 reservistas civiles. 
El 'WST' (Wojskowa Składnica Tranzytowa), o 'Depósito de municiones polaco de Danzig', contaba con un cañón Putilov 76 mm M1902, dos cañones Bofors 37 mm, y cuatro morteros medianos Brandt Mle 27/31. Contaban con 41 ametralladoras, 16 de ellas pesadas, 160 fusiles, 40 pistolas y más de 100 granadas de mano.

## En el cine
Los hechos ocurridos durante la batalla de Westerplatte han sido recogidos en dos películas polacas:
- Wasterplatte (1963). Una película histórica polaca del director Stanisław Różewicz.
- Tajemnica Westerplatte (2013). Una película bélica lituano-polaca del director Paweł Chochlew.